# زندگی طلایی من
زندگی طلایی من (کره‌ای: 황금빛 내 인생) یک مجموعه تلویزیونی کره جنوبی سال ۲۰۱۷ با بازی پارک شی هو و شین هه سون است. این مجموعه از ۲ سپتامبر ۲۰۱۷ تا ۱۱ مارس ۲۰۱۸، روزهای شنبه و یکشنبه ساعت ۱۹:۵۵ تا ۲۱:۱۵ (کی‌اس‌تی) از کی‌بی‌اس۲ برای ۵۲ قسمت پخش شد.

## بازیگران

### اصلی
- پارک شی هو در نقش چوی دو کیونگ[۳]
- شین هه سون در نقش سو جی آن[۴][۵]
- لی ته هوان در نقش سون‌وو هیوک[۶]
- سو اون سو در نقش سو جی سو[۷]

### مکمل

#### خانواده سو جی آن
- چون هو جین در نقش سو ته سو، پدر دوقلوها
- کیم هه اوک در نقش یانگ می جونگ، مادر دوقلوها
- لی ته سونگ در نقش سو جی ته، برادر بزرگ دوقلوها
- شین هیون سو در نقش سو جی هو، برادر کوچک دوقلوها

#### خانواده چوی دو کیونگ
- جون نو مین در نقش چوی جه سونگ، پدر دو کیونگ
- نا یونگ هی در نقش نو میونگ هی، مادر دو کیونگ و سو هیون و دختر بزرگتر نو یانگ هو
- لی دا این در نقش چوی سو هیون، خواهر کوچکتر دو کیونگ
- شین هه سون / سو اون سو در نقش چوی اون سوک

#### هه‌سونگ گروپ
- کیم بیونگ کی در نقش نو یانگ هو
- جون سو کیونگ در نقش نو جین هی، کوچک‌ترین دختر نو یانگ هو
- یو ها بوک در نقش جونگ میونگ سو، شوهر نو جین هی
- سو کیونگ هوا در نقش مین دول ره
- وی ها جون در نقش ریو جه شین، راننده سابق چوی سو هیون

#### سایر بازیگران
- جونگ سو یونگ در نقش سون‌وو هی، خواهر بزرگتر سون‌وو هیوک
- چوی گی هوا در نقش کانگ نام گو، رئیس سو جی سو
- کوان هیوک پونگ در نقش سون‌وو سوک، پدر سون‌وو هیوک و سون‌وو هی
- پارک جو هی در نقش لی سو آه
- لی جونگ نام در نقش شین هه جا، دوست یانگ می جونگ
- لی گیو بوک در نقش منشی یو
- کیم سونگ هون در نقش لی یونگ کوک
- بک سو یی در نقش یون ها جونگ
- کیم سا کوان در نقش کیم کی جه
- شین مین کیونگ
- یو این یونگ در نقش جانگ سو را، نامزد چوی دو کیونگ[۸]
- گونگ مین جونگ در نقش سونگ می هون

## بازخورد
این سریال یکی از سریع‌ترین رشد ریتینگ در میان سریال‌های تلویزیونی کی‌بی‌اس۲ را تجربه کرد. در قسمت اول ریتینگ ۱۹٫۷٪ را کسب کرد و در نهایت موفق به کسب ریتینگ ۴۷٫۵٪ در قسمت ۵۲ شد. علت اصلی محبوبیت این سریال دوری از روند کلیشه‌ای و همچنین شخصیت پردازی دقیق بود.